# Un long dimanche de fiançailles
Un long dimanche de fiançailles (em português: Um longo domingo de noivado) é um romance histórico de Sébastien Japrisot publicado em 6 de setembro de 1991 pela editora Denoël e tendo recebido o prêmio Interallié no mesmo ano. Este romance foi adaptado para o cinema pelo direto Jean-Pierre Jeunet e pelo roteirista Guillaume Laurant com o filme homônimo em 2004, mas o filme se afasta do livro, em particular por se localizar na Bretanha em vez de Landes. O livro é um romance histórico ou retrospectivo, mas também um romance, bem como uma brilhante história de detetive.

## Resumo
Nas trincheiras do Somme, durante a Primeira Guerra Mundial, cinco soldados franceses foram condenados à morte por terem se auto-mutilado para fugir ao seu dever. Eles são conduzidos a um posto avançado chamado "Crepúsculo do Bingo"1  e abandonados à própria sorte na terra de ninguém, que separa as trincheiras francesas e alemãs. Aparentemente, estão todos mortos. Entre eles está Manech, o noivo da protagonista do livro, uma jovem deficiente chamada Mathilde que não acredita na morte do noivo. Forte nessa intuição, e logo na esperança (uma testemunha revela a ela que teria o visto), ela conduz sua investigação e gradualmente reconstrói o que aconteceu naquela noite, ajudada por um detetive particular, Sr. Pire, que deixará isso mais fácil para ele.